# كورنيش اللاذقية

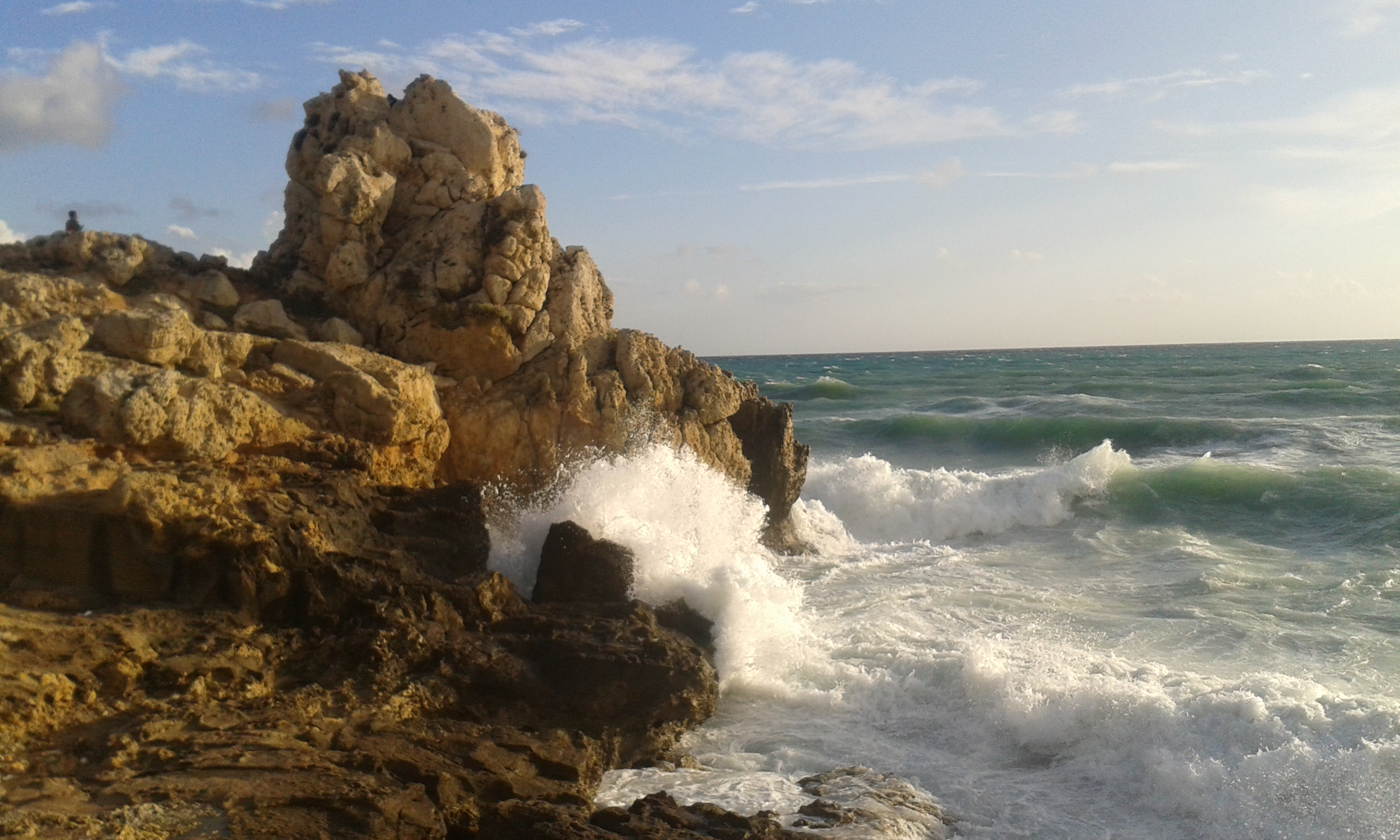
صخرة الانتحار في اللاذقية

الكورنيش الجنوبي هو أحد أحياء مدينة اللاذقية الساحلية في سوريا ويقع في منطقة مشروع الصليبة، يمتد الكورنيش فيها على الأمتداد المحاذي لشاطئ البحر من الشمال إلى الجنوب، تنتشر في الكورنيش الجنوبي الذي يمتد في جنوب مدينة اللاذقية العديد من الكازينوهات والمقاهي والمطاعم والمرافق السياحية ويتوسط أحد ساحاته عامود سينكلس الروماني الذي نقل و وضع فيها كما يعرف في شاطئه صخرة تسمى صخرة الانتحار.
الكورنيش الغربي هو أحد أحياء مدينة اللاذقية ويعتبر امتداداً للكورنيش الجنوبي ويفصله ميناء اللاذقية الذي يغطي منطقة الكورنيش الغربي كاملاً حتى مخرج اللاذقية المؤدي إلى طريق الشاطئ الأزرق باتجاه الشمال.